# أليكسي إيكيموف
أليكسي إيكيموف (الروسية: Екимов, Алексей Иванович) (و. 1945  م) هو فيزيائي روسي.

## التعليم
تعلم في كلية الفيزياء بجامعة سانت بطرسبورغ الحكومية ‏، وتعلم في جامعة سانت بطرسبرغ الحكومية

## جوائز
حصل على جوائز منها:
- جائزة نوبل في الكيمياء في 2023[3][4]
- R. W. Wood Prize [الإنجليزية]‏ في 2006
- جائزة الدولة السوفيتية في 1976